# 嚴家麟
嚴家麟（1890年—1949年），別號嘉林，中國湖北武昌人。1912年2月25日，於武昌文華書院成立中國首個童軍團，並曾翻譯許多童軍相關書籍。

## 榮譽
1942年2月25日於重慶廣播大廈，舉辦「中國童子軍創始三十週年紀念大會暨榮譽獎典」，由理事長陳立夫主持，會中戴傳賢副會長除致詞外，並宣讀褒獎令、頒給榮譽章。陳理事長頒給「中國童子軍創始人榮稱章」及榮服，並由童軍代表以「全國童子軍」的名義，獻給嚴家麟一根「萬里杖」。報載「全國童子軍並獻嚴氏（萬里杖）一根，上刻全國各省市地名。以示童子軍普遍全國各地之意。」（中國童子軍，1942；張效良，1990；童軍總會，1944）。並定2月25日為「中國童子軍創始紀念日」，又稱思源日。嗣後，各界童軍服務員在每年此日，都會舉行思源紀念會。